# Tourville-les-Ifs
Tourville-les-Ifs è un comune francese di 556 abitanti situato nel dipartimento della Senna Marittima nella regione della Normandia.

## Società

### Evoluzione demografica
Abitanti censiti